# Пирамида Нефериркара
Пирамида Нефериркара (так же известная как Ба Нефериркара) — вторая пирамида построенная в некрополе Абусира южнее плато Гиза в Египте. Построена для Нефериркара Какаи ок. 2477—2467 гг. до н. э. Является самой высокой пирамидой из всех пирамид построенных во времена V династии.

## Описание
Пирамида Нефериркара наряду с другими 13 пирамидами Абусира была разворована ещё в Римский период. Расположена в центральной части Абусира. К северу от неё находятся погребальные комплексы Сахуры и Ниусерры, а к югу комплекс Неферефры. В 7 км южнее пирамиды Нефериркара находилась столица Мемфис.
Изначально пирамида была ступенчатой, что не характерно для пирамид IV-й и V-й династий. Затем пирамиду начали покрывать гранитной облицовкой, чтобы поверхность стала гладкой, но не закончили, поэтому строительство продолжил сын и преемник Ниусерра. План и архитектура пирамиды практически такие же как у Сахуры, но больших масштабов. Пирамида сложена из грубого местного известняка и белого известняка. Промежутки между стенами были заполнены песком. Главный вход в пирамиду начинается с длинного коридора, названного «Великим», который выводит во «Двор царских подношений». Эта часть комплекса должна была быть из камня, но из-за ранней смерти фараона, её выстроили из необожжённого кирпича. В заупокойный храм Нефериркаре ведут два входа с многочисленными колоннами покрытыми барельефами. Входы приводят в 4 отдельные помещения, состоящие из белого известняка и гранита, покрытых раскрашенными рельефами. Каждое помещение храма служило с определённой целью для почитания умершего. В целом заупокойный храм состоит из 5 ниш-кладовых и святилища.

## История
Дополнительная информация о размерах пирамиды была известна учёным из «Абусирского папируса», 300 фрагментов которого в 1893 году обнаружили местные крестьяне. Фрагменты папируса были обнаружены в складских помещениях в юго-западной части погребального комплекса пирамиды. Эти фрагменты были проданы ими на чёрном рынке Людвигу Борхарду, который собрал отдельные части папируса воедино. Папирус был написан иератическими иероглифами и был опубликован спустя 75 лет после обнаружения. В папирусе говорится об обязанностях жрецов и ежедневных подношениях, об истории управления в Древнем Царстве, а также приводится перечень расходуемых материалов и стоимость строительных работ.
Первыми, кто исследовал пирамиду Нефериркаре, были Карл Рихар Лепсиус и Джон Перринг.
В начале XX века пирамида была раскопана Людвигом Борхардом, далее в 1960-х гг. её изучали Вито Марагиоглио и Целест Ринальди, а в 1975 году экспедиция Мирослава Вернера.

## Галерея
- План пирамиды.
- Реконструкция.
- Пирамида в разрезе.